# Huissteatoda
De huissteatoda (Steatoda triangulosa) is een spin behorend tot de kogelspinnen, die in Nederland en België algemeen voorkomt. Hij wordt veel in huizen aangetroffen maar omdat hij zich in donkere hoekjes ophoudt, maar ca 5 mm groot is en geen grote webben maakt zal hij meestal niet worden opgemerkt. In meer zuidelijke streken van zijn verspreidingsgebied is de spin vaker in de natuur te vinden.
De kleur varieert, er zijn ook veel donkerder exemplaren. De tekening op de rug van een aantal min of meer driehoekige vormen in de middellijn is wel constant. De poten zijn dun en niet sterk behaard.
De huissteatoda komt voor in delen van Europa en Azië, en is onlangs geïntroduceerd in Noord-Amerika. Op het menu staan wat kleinere dieren als teken en pissebedden, maar ook soortgenoten worden aangevallen en opgegeten. Als een mannetje paart met het vrouwtje, wordt het mannetje vrijwel altijd gedood. Het vrouwtje legt dan zo'n 10 eipakketten die er een beetje uitzien als een dot watten.

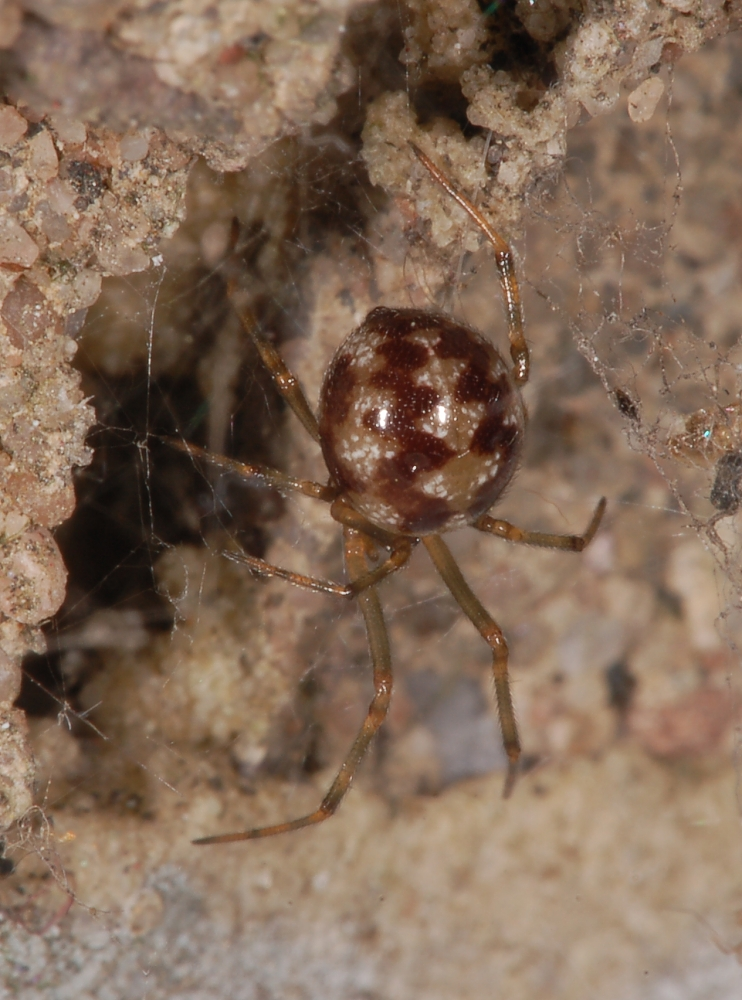
Rugzijde.